# Анселл, Декстер Сол
Декстер Сол Анселл (англ. Dexter Sol Ansell; родился 16 сентября 2014, Лидс, Йоркшир, Англия, Великобритания) — британский актёр кино и телевидения. Известен в первую очередь как исполнитель роли Эгга в будущем сериале «Рыцарь Семи Королевств».

## Биография
Декстер Сол Анселл родился в 2014 году в английском Лидсе в семье вокалиста группы G4 Джонатана Анселла и ведущей Дебби Кинг. В 2016 году, в возрасте всего двух лет, он появился на экране в сериале «Ферма Эммердейл». В 2023 году Анселл сыграл юного Кориолана в фильме «Голодные игры: Баллада о змеях и певчих птицах». В 2024 году он получил одну из главных ролей в фэнтезийном сериале «Рыцарь Семи Королевств»: это роль Эгга, впоследствии короля Вестероса Эйегона V.
Фильмография
| Год       |   | Русское название                               | Оригинальное название                              | Роль          |
| --------- | - | ---------------------------------------------- | -------------------------------------------------- | ------------- |
| 2016—2016 | с | Ферма Эммердейл                                | Emmerdale                                          | Карл Холлидей |
| 2019—2021 | с | Ферма Эммердейл                                | Emmerdale                                          | Лукас Тейлор  |
| 2022      | ф | Рождество на ферме Омела                       | Christmas on Mistletoe Farm                        | Бастер        |
| 2022—2022 | с | Кукушки Мидвича                                | The Midwich Cuckoos                                | Дэвид Сондерс |
| 2023      | ф | Голодные игры: Баллада о змеях и певчих птицах | The Hunger Games: The Ballad of Songbirds & Snakes | Кориолан      |
| 2023      | ф | Болото                                         | The Moor                                           | Дэнни         |
| 2024      | ф | Тогда. Сейчас. Потом                           | Here                                               | мальчик       |
| 2024      | ф | Робин Гуд и хранители леса                     | Robin and the Hoods                                | Малыш Дэн     |
| 2026      | с | Рыцарь Семи Королевств                         | A Knight of the Seven Kingdoms                     | Эгг           |
| TBA       | ф | 500 миль                                       | 500 Miles                                          | Чарли         |